# Sarrazac (Lot)
Pour les articles homonymes, voir Sarrazac.
Sarrazac est une ancienne commune française, située dans le département du Lot en région Occitanie. Le 1er janvier 2019, la commune fusionne avec Cressensac pour former la commune nouvelle de Cressensac-Sarrazac.
En occitan, elle se nomme « Sarrasac », prononcer « Choroja ».

## Géographie
Sarrazac, traversé par le 45e parallèle nord, est de ce fait situé à égale distance du pôle Nord et de l'équateur terrestre (environ 5 000 km). Le village se trouve dans le Quercy sur le causse de Martel. Il est bordé à l'est par la Tourmente, un affluent de la Dordogne.

### Communes limitrophes
Sarrazac est limitrophe de six communes, dont deux dans le département de la Corrèze.
|            | Turenne (Corrèze) | Ligneyrac (Corrèze) |
| Cressensac | Sarrazac          | Cavagnac            |
| Cuzance    | Cazillac          |                     |

## Toponymie
Le toponyme Sarrazac, d'origine gallo-romaine, est basé sur un anthroponyme Sarratius issu de Sarrius. La terminaison -ac est issue du suffixe gaulois -acon (lui-même du celtique commun *-āko-), souvent latinisé en -acum dans les textes. Sarrazac désigne donc le domaine de Sarratius.

## Histoire
Le 1er janvier 2019, la commune fusionne avec Cressensac pour former la commune nouvelle de Cressensac-Sarrazac dont la création est actée par un arrêté préfectoral du 28 septembre 2018.

## Politique et administration
| Période      | Période  | Identité    | Étiquette | Qualité |
| ------------ | -------- | ----------- | --------- | ------- |
| janvier 2019 | En cours | Habib Fenni | PS        |         |

| Période                                  | Période       | Identité       | Étiquette | Qualité |
| ---------------------------------------- | ------------- | -------------- | --------- | ------- |
| Les données manquantes sont à compléter. |               |                |           |         |
| mars 2001                                | mars 2008     | Robert Tassain |           |         |
| mars 2008                                | décembre 2018 | Habib Fenni    | PS        |         |

## Démographie
L'évolution du nombre d'habitants est connue à travers les recensements de la population effectués dans la commune depuis 1793. Pour les communes de moins de 10 000 habitants, une enquête de recensement portant sur toute la population est réalisée tous les cinq ans, les populations de référence des années intermédiaires étant quant à elles estimées par interpolation ou extrapolation. Pour la commune, le premier recensement exhaustif entrant dans le cadre du nouveau dispositif a été réalisé en 2004.

En 2016, la commune comptait 504 habitants, en évolution de −11,73 % par rapport à 2010 (Lot : +1,31 %, France hors Mayotte : +2,11 %).
| 1793  | 1800 | 1806 | 1821 | 1831  | 1836  | 1841  | 1846  | 1851  |
| ----- | ---- | ---- | ---- | ----- | ----- | ----- | ----- | ----- |
| 1 233 | 612  | 817  | 988  | 1 403 | 1 404 | 1 447 | 1 416 | 1 248 |

| 1856  | 1861  | 1866  | 1872  | 1876  | 1881  | 1886  | 1891  | 1896  |
| ----- | ----- | ----- | ----- | ----- | ----- | ----- | ----- | ----- |
| 1 267 | 1 268 | 1 218 | 1 162 | 1 146 | 1 124 | 1 142 | 1 096 | 1 069 |

| 1901 | 1906 | 1911 | 1921 | 1926 | 1931 | 1936 | 1946 | 1954 |
| ---- | ---- | ---- | ---- | ---- | ---- | ---- | ---- | ---- |
| 988  | 900  | 881  | 692  | 654  | 636  | 640  | 603  | 529  |

| 1962 | 1968 | 1975 | 1982 | 1990 | 1999 | 2004 | 2006 | 2009 |
| ---- | ---- | ---- | ---- | ---- | ---- | ---- | ---- | ---- |
| 518  | 530  | 506  | 496  | 440  | 481  | 523  | 535  | 572  |

| 2014 | 2016 | - | - | - | - | - | - | - |
| ---- | ---- | - | - | - | - | - | - | - |
| 509  | 504  | - | - | - | - | - | - | - |

## Culture locale et patrimoine

### Lieux et monuments
- Lanterne des morts à l'Hôpital-Saint-Jean, lieu-dit de la commune de Sarrazac
- Château de Crozes du XIXe siècle, inscrit depuis 1999 au titre des monuments historiques[8]
- Église Saint-Geniès, des XIVe et XVe siècles, également inscrite depuis 1947[9]
- L'Hôpital Saint-Jean « de Jaffa » fondé par Raymond IV de Turenne en 1233, une dépendance de la commanderie du Bastit du Causse pendant sa période Hospitalière[10],[11].

### Personnalités liées à la commune
- Louis Antoine Dussol (1776-1857), député du Lot de 1821 à 1831, maire du village.
- Maurice Colrat (1871-1954), homme politique.

### Héraldique
| Blason de Sarrazac | Blason  | Parti : au 1er de gueules à un lion contourné d'argent, au 2d d'or à un lion de sable. |
| Blason de Sarrazac | Détails | Le statut officiel du blason reste à déterminer.                                       |